# Antheraea chengtuana
Antheraea chengtuana är en fjärilsart som beskrevs av Watson 1923. Antheraea chengtuana ingår i släktet Antheraea och familjen påfågelsspinnare. Inga underarter finns listade i Catalogue of Life.